# Corazón aymará
Corazón aymará es una película boliviana de 1925, de la época del cine mudo, dirigida por Pedro Sambarino y basada en la obra teatral La huerta de Ángel Salas. Es considerado el primer largometraje de ficción realizado en Bolivia.
La producción se llevó a cabo en Calacoto durante 20 días en los fines de semana. El reparto formaba parte del Círculo Lírico Dramático, dirigido por Julio César Ibarguen. Su estreno se dio en el Teatro París el 14 de julio de 1925, el cual contó con piezas del repertorio adaptadas por Adrián Patiño.
El historiador Carlos Mesa, quien fundó la Cinemateca Boliviana en 1976 y fue su director hasta 1985, describe Corazón aymara y Wara Wara, como parte de un "movimiento de vanguardia intelectual y artística" que promueve el papel de los indígenas bolivianos en los años 1920 y 1930.
Corazón aymará es una película perdida, ya que no se conocen copias de la misma en la actualidad, siendo Wara Wara la única película de la era del cine mudo que sobrevive de Bolivia.

## Argumento
Ambientada en una hacienda, con el fondo de los grandes nevados andinos, la trama aborda la tragedia de Lurpila, muchacha nativa cuya relación matrimonial con su esposo Khana Uru resulta ensombrecida por sospechas de infidelidad, debidas al insistente acoso a la que es sometida, por el mayordomo de la propiedad.
La situación es aprovechada por la madrastra de Lurpila, para urdir una venganza contra ella, propagando una fantasiosa intriga, que acaba por desatar la cólera del padre y el rechazo de toda la comunidad.
Finalmente, con todos los suyos en contra, Lurpila es sometida a juicio, según las leyes ancestrales de los aymaras, recibiendo una condena ejemplarizadora que se ejecuta a pesar de los alegatos de inocencia de la víctima.